# Подрябиння
Подрябиння (рос. Подрябинье) — присілок у Волховському районі Ленінградської області Російської Федерації.
Населення становить 41 особу. Належить до муніципального утворення Сясьстройське міське поселення.

## Історія
Згідно із законом № 56-оз від 6 вересня 2004 року належить до муніципального утворення Сясьстройське міське поселення.

## Населення
| 1838 | 1862 | 1997 | 2007 | 2010 | 2017 |
| ---- | ---- | ---- | ---- | ---- | ---- |
| 149  | ↘39  | ↘33  | ↘30  | ↗38  | ↗41  |